# Prudencio Mudarra y Párraga
Prudencio Mudarra y Párraga (Frailes, 17 de marzo de 1851 - Madrid, 21 de noviembre de 1907), Marqués consorte de Campoameno fue un catedrático de Literatura española y político español.

## Biografía
Licenciado en Derecho y Filosofía y Letras por la Universidad de Sevilla con tan sólo 19 años, al año siguiente obtuvo el título de Doctor en Derecho y Filosofía. El 1 de mayo de 1874 fue nombrado Catedrático por oposición de Lengua y Literatura general y española de la Universidad de Sevilla.
En 1892 fue nombrado rector de la Universidad de Sevilla, cargo que volvió a ocupar en 1899.
Durante años ejerció como abogado en Sevilla y fue miembro del Ilustre Colegio de Abogados de la capital andaluza.
Miembro del sector romerista del Partido Liberal-Conservador, en las elecciones del 19 de mayo de 1901 fue elegido Diputado en las Cortes Generales por la provincia de Sevilla, ocupando su escaño durante dos legislaturas (1901-1902/1902-1903).
En 1901 fue nombrado decano de la Facultad de Letras de la Universidad de Madrid, institución en la cual ocupaba la plaza de catedrático de Lengua y Literatura Española de la Facultad de Filosofía y Letras.
Murió en Madrid el 21 de noviembre de 1907, víctima de una pulmonía.
El título de marqués consorte de Campoameno lo adquirió al contraer matrimonio con Ana María Velázquez-Gaztelu y Bernede, V Marquesa de Campoameno.

## Obras
- Lecciones de Principios Generales de Literatura y Literatura Española (1876)
- Lecciones de Literatura General y Literatura Española (1888)